# Nghị trưởng Chúng Nghị viện Nhật Bản
Nghị trưởng Chúng Nghị viện Nhật Bản (衆議院議長 (Nghị trưởng Chúng Nghị viện) Shūgiin-gichō) là người đứng đầu của Chúng Nghị viện Nhật Bản, và cùng với Nghị trưởng Tham Nghị viện, Nghị trưởng Chúng Nghị viện cũng là người đứng đầu cơ quan lập pháp của Nhật Bản. được các thành viên của Chúng Nghị viện bầu vào đầu mỗi kỳ họp và có thể phục vụ tối đa là bốn năm.
Nghị trưởng hiện tại là Nukaga Fukushirō, người nhậm chức vào ngày 20 tháng 10 năm 2023 và tái cử vào ngày 11 tháng 11 năm 2024.

## Nghị trưởng
Đây là Danh sách Nghị trưởng Chúng Nghị viện Nhật Bản từ năm 1890 cho đến nay.

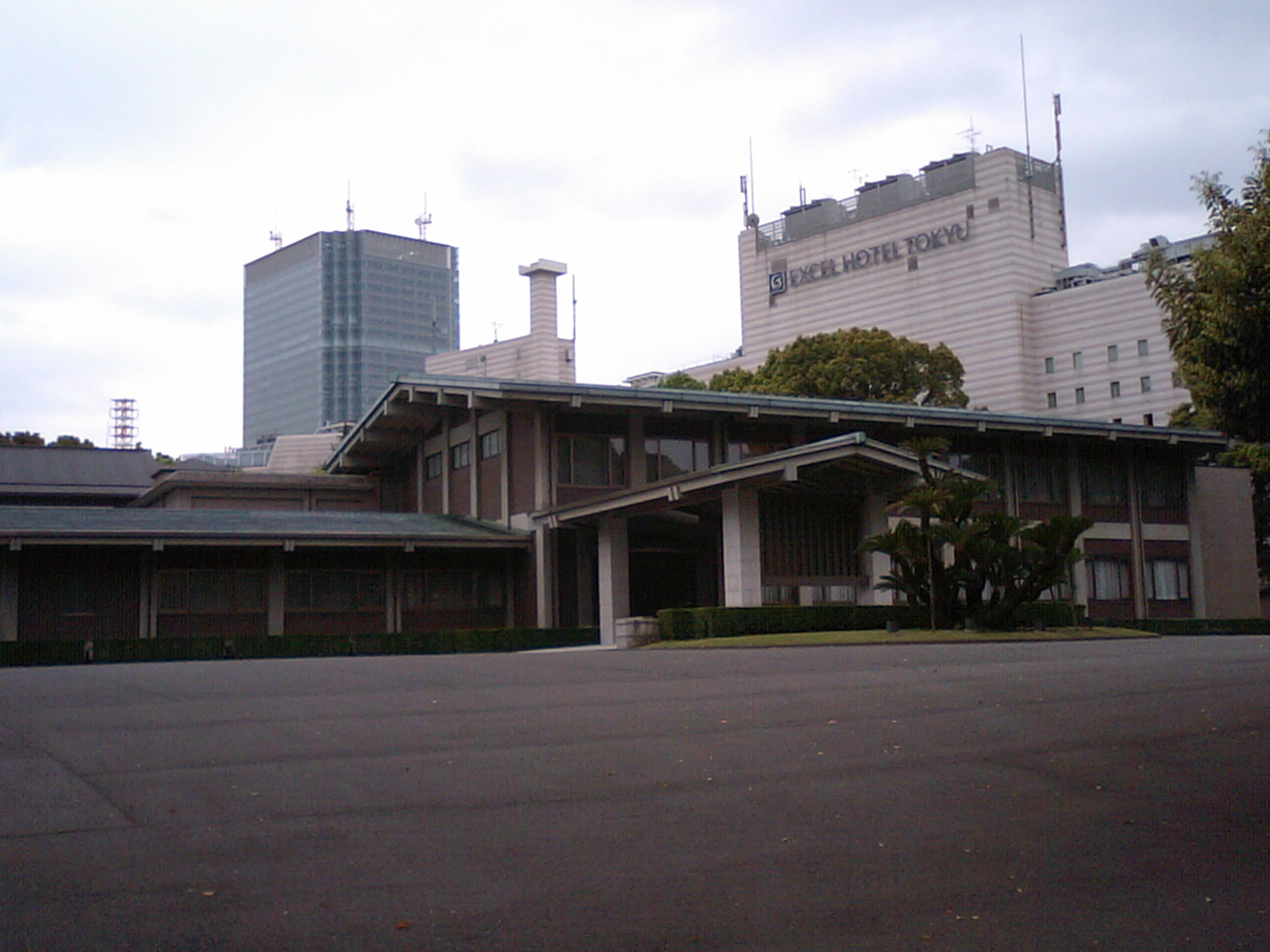
Nơi ở chính thức của Nghị trưởng Chúng Nghị viện (Shūgiin gichō kōtei) ở Nagatachō, Chiyoda ward, Tokyo chủ yếu được sử dụng để tiếp khách của nhà nước và các dịp chính thức khác. Nơi ở của Phó Nghị trưởng nằm tại Akasaka ở Minato ward, Tokyo.

| Lần Tổng tuyển cử                            | Nhiệm kỳ                                     | Nghị trưởng                                  | Nghị trưởng                                  | Bắt đầu                                      | Kết thúc                                     | Nguyên nhân hết nhiệm                        | Đảng                                                                                     |
| Nghị trưởng Chúng Nghị viện Đế quốc Nhật Bản | Nghị trưởng Chúng Nghị viện Đế quốc Nhật Bản | Nghị trưởng Chúng Nghị viện Đế quốc Nhật Bản | Nghị trưởng Chúng Nghị viện Đế quốc Nhật Bản | Nghị trưởng Chúng Nghị viện Đế quốc Nhật Bản | Nghị trưởng Chúng Nghị viện Đế quốc Nhật Bản | Nghị trưởng Chúng Nghị viện Đế quốc Nhật Bản | Nghị trưởng Chúng Nghị viện Đế quốc Nhật Bản                                             |
| -------------------------------------------- | -------------------------------------------- | -------------------------------------------- | -------------------------------------------- | -------------------------------------------- | -------------------------------------------- | -------------------------------------------- | ---------------------------------------------------------------------------------------- |
| 1                                            | 1                                            |                                              | Nakajima Nobuyuki                            | 26 tháng 11 năm 1890                         | 25 tháng 12 năm 1891                         | Giải tán                                     | Đảng Tự do Lập hiến                                                                      |
| 2                                            | 2                                            |                                              | Hoshi Tōru                                   | 3 tháng 5 năm 1892                           | 13 tháng 12 năm 1893                         | Trục xuất                                    | Đảng Tự do                                                                               |
| 2                                            | 3                                            |                                              | Kusumoto Masataka                            | 15 tháng 12 năm 1893                         | 30 tháng 12 năm 1893                         | Giải tán                                     | Đồng minh Chính xã                                                                       |
| 3                                            | 4                                            | 12 tháng 5 năm 1894                          | Kusumoto Masataka                            | 2 tháng 6 năm 1894                           | Giải tán                                     | Lập hiến Cách tiến đảng                      |                                                                                          |
| 4                                            | 5                                            | 15 tháng 10 năm 1894                         | Kusumoto Masataka                            | 8 tháng 6 năm 1896                           | Từ chức                                      | Lập hiến Cách tiến đảng                      |                                                                                          |
| 4                                            | 6                                            |                                              | Hatoyama Kazuo                               | 12 tháng 5 năm 1894                          | 2 tháng 6 năm 1894 (giải tán)                | Giải tán                                     | Đảng Tiến bộ                                                                             |
| 5                                            | 7                                            |                                              | Kataoka Kenkichi                             | 15 tháng 5 năm 1898                          | 10 tháng 6 năm 1898                          | Giải tán                                     | Lập hiến Chính hữu hội                                                                   |
| 6                                            | 8                                            | 9 tháng 11 năm 1898                          | Kataoka Kenkichi                             | 7 tháng 12 năm 1902                          | Hết nhiệm kỳ                                 | Lập hiến Chính hữu hội                       |                                                                                          |
| 7                                            | 9                                            | 7 tháng 12 năm 1902                          | Kataoka Kenkichi                             | 28 tháng 12 năm 1902                         | Giải tán                                     | Lập hiến Chính hữu hội                       |                                                                                          |
| 8                                            | 10                                           | 9 tháng 5 năm 1903                           | Kataoka Kenkichi                             | 31 tháng 10 năm 1903                         | Mất                                          | Lập hiến Chính hữu hội                       |                                                                                          |
| 8                                            | 11                                           |                                              | Kōno Hironaka                                | 5 tháng 12 năm 1903                          | 11 tháng 12 năm 1903                         | Giải tán                                     | Hiến Chính đảng                                                                          |
| 9                                            | 12                                           |                                              | Matsuda Masahisa                             | 18 tháng 3 năm 1904                          | 19 tháng 1 năm 1906                          | Từ chức                                      | Lập hiến Chính hữu hội                                                                   |
| 9                                            | 13                                           |                                              | Sugita Teiichi                               | 23 tháng 1 năm 1906                          | 23 tháng 12 năm 1908                         | Hết nhiệm kỳ                                 | Lập hiến Chính hữu hội                                                                   |
| 10                                           | 14                                           |                                              | Haseba Sumitaka                              | 23 tháng 12 năm 1908                         | 6 tháng 9 năm 1911                           | Từ chức                                      | Lập hiến Chính hữu hội                                                                   |
| 10                                           | 15                                           |                                              | Ōoka Ikuzō                                   | 24 tháng 12 năm 1911                         | 21 tháng 8 năm 1912                          | Hết nhiệm kỳ                                 | Lập hiến Chính hữu hội                                                                   |
| 11                                           | 16                                           | 21 tháng 8 năm 1912                          | Ōoka Ikuzō                                   | 6 tháng 3 năm 1914                           | Từ chức                                      | Lập hiến Chính hữu hội                       |                                                                                          |
| 11                                           | 17                                           |                                              | Haseba Sumitaka                              | 7 tháng 3 năm 1914                           | 15 tháng 3 năm 1914                          | Mất                                          | Lập hiến Chính hữu hội                                                                   |
| 11                                           | 18                                           |                                              | Oku Shigesaburō                              | 17 tháng 3 năm 1914                          | 25 tháng 12 năm 1914                         | Giải tán                                     | Lập hiến Chính hữu hội                                                                   |
| 12                                           | 19                                           |                                              | Shimada Saburō                               | 17 tháng 5 năm 1915                          | 25 tháng 1 năm 1917                          | Giải tán                                     | Lập hiến Đồng chí hội                                                                    |
| 13                                           | 20                                           |                                              | Ōoka Ikuzō                                   | 21 tháng 6 năm 1917                          | 26 tháng 2 năm 1920                          | Giải tán                                     | Lập hiến Chính hữu hội                                                                   |
| 14                                           | 21                                           |                                              | Oku Shigesaburō                              | 29 tháng 6 năm 1920                          | 16 tháng 2 năm 1923                          | Từ chức                                      | Lập hiến Chính hữu hội                                                                   |
| 14                                           | 22                                           |                                              | Kasuya Gizō                                  | 17 tháng 2 năm 1923                          | 31 tháng 1 năm 1924                          | Giải tán                                     | Lập hiến Chính hữu hội                                                                   |
| 15                                           | 23                                           | 26 tháng 6 năm 1924                          | Kasuya Gizō                                  | 25 tháng 3 năm 1927                          | Từ chức                                      | Lập hiến Chính hữu hội → Độc lập             |                                                                                          |
| 15                                           | 24                                           |                                              | Morita Shigeru                               | 26 tháng 3 năm 1927                          | 21 tháng 1 năm 1928                          | Giải tán                                     | (từng) Hiến Chính hội                                                                    |
| 16                                           | 25                                           |                                              | Motoda Hajime                                | 20 tháng 4 năm 1928                          | 14 tháng 3 năm 1929                          | Từ chức                                      | (từng) Lập hiến Chính hữu hội                                                            |
| 16                                           | 26                                           |                                              | Kawahara Mosuke                              | 15 tháng 3 năm 1929                          | 15 tháng 5 năm 1929                          | Mất                                          | (từng) Lập hiến Chính hữu hội                                                            |
| 16                                           | 27                                           |                                              | Horikiri Zenbē                               | 26 tháng 12 năm 1929                         | 21 tháng 1 năm 1930                          | Giải tán                                     | (từng) Lập hiến Chính hữu hội                                                            |
| 17                                           | 28                                           |                                              | Fujisawa Ikunosuke                           | 23 tháng 4 năm 1930                          | 13 tháng 4 năm 1931                          | Từ chức                                      | (từng) Lập hiến Dân chính hội                                                            |
| 17                                           | 29                                           |                                              | Nakamura Keijirō                             | 26 tháng 12 năm 1931                         | 21 tháng 1 năm 1932                          | Giải tán                                     | (từng) Lập hiến Dân chính hội                                                            |
| 18                                           | 30                                           |                                              | Akita Kiyoshi                                | 18 tháng 3 năm 1932                          | 13 tháng 12 năm 1932                         | Từ chức                                      | Lập hiến Chính hữu hội                                                                   |
| 18                                           | 31                                           |                                              | Hamada Kunimatsu                             | 24 tháng 12 năm 1934                         | 21 tháng 1 năm 1936                          | Giải tán                                     | Lập hiến Chính hữu hội                                                                   |
| 19                                           | 32                                           |                                              | Tomita Kōjirō                                | 1 tháng 5 năm 1936                           | 31 tháng 3 năm 1937                          | Giải tán                                     | (từng) Lập hiến Dân chính hội                                                            |
| 20                                           | 33                                           |                                              | Koyama Shōju                                 | 23 tháng 7 năm 1937                          | 22 tháng 12 năm 1941                         | Từ chức                                      | (từng) Lập hiến Dân chính hội → Câu lạc bộ Chúng Nghị viên → Dực tán Nghị viên Đồng minh |
| 20                                           | 34                                           |                                              | Tago Kazutami                                | 24 tháng 12 năm 1941                         | 25 tháng 5 năm 1942                          | Hết nhiệm kỳ                                 | Câu lạc bộ Chúng Nghị viên → Dực tán Chính trị hội                                       |
| 21                                           | 35                                           |                                              | Okada Tadahiko                               | 25 tháng 5 năm 1942                          | 9 tháng 4 năm 1945                           | Từ chức                                      | Dực tán Chính trị hội                                                                    |
| 21                                           | 36                                           |                                              | Shimada Toshio                               | 8 tháng 6 năm 1945                           | 18 tháng 12 năm 1945                         | Giải tán                                     | Đại Nhật Bản Chính trị hội → Đảng Tiến bộ                                                |
| 22                                           | 37                                           |                                              | Higai Senzō                                  | 22 tháng 5 năm 1946                          | 23 tháng 8 năm 1946                          | Từ chức                                      | Đảng Tự do Nhật Bản                                                                      |
| 22                                           | 38                                           |                                              | Yamazaki Takeshi                             | 23 tháng 8 năm 1946                          | 31 tháng 3 năm 1947                          | Giải tán                                     | Đảng Tự do Nhật Bản → Độc lập                                                            |
| Nhật Bản hiện đại                            |                                              |                                              |                                              |                                              |                                              |                                              |                                                                                          |
| 23                                           | 39                                           |                                              | Komakichi Matsuoka                           | 21 tháng 5 năm 1947                          | 23 tháng 12 năm 1948                         | Giải tán                                     | Đảng Dân chủ Xã hội (Phái cánh hữu)                                                      |
| 24                                           | 40                                           |                                              | Kijūrō Shidehara                             | 11 tháng 2 năm 1949                          | 10 tháng 3 năm 1951                          | Mất                                          | LP                                                                                       |
| 24                                           | 41                                           |                                              | Jōji Hayashi                                 | 13 tháng 3 năm 1951                          | 1 tháng 8 năm 1952                           | Từ chức                                      | LP                                                                                       |
| 24                                           | 42                                           |                                              | Banboku Ōno                                  | 26 tháng 8 năm 1952                          | 28 tháng 8 năm 1952                          | Giải tán                                     | LP                                                                                       |
| 25                                           | 43                                           | 24 tháng 10 năm 1952                         | Banboku Ōno                                  | 14 tháng 3 năm 1953                          | Giải tán                                     | LP                                           |                                                                                          |
| 26                                           | 44                                           |                                              | Yasujirō Tsutsumi                            | 18 tháng 5 năm 1953                          | 10 tháng 12 năm 1954                         | Từ chức                                      | PP                                                                                       |
| 26                                           | 45                                           |                                              | Tō Matsunaga                                 | 11 tháng 12 năm 1954                         | 24 tháng 1 năm 1955                          | Giải tán                                     | JDP                                                                                      |
| 27                                           | 46                                           |                                              | Shūji Masutani                               | 18 tháng 3 năm 1955                          | 25 tháng 4 năm 1958                          | Giải tán                                     | LDP                                                                                      |
| 28                                           | 47                                           |                                              | Nirō Hoshijima                               | 11 tháng 6 năm 1958                          | 13 tháng 12 năm 1958                         | Từ chức                                      | LDP                                                                                      |
| 28                                           | 48                                           |                                              | Ryōgorō Katō                                 | 13 tháng 12 năm 1958                         | 1 tháng 2 năm 1960                           | Từ chức                                      | LDP                                                                                      |
| 28                                           | 49                                           |                                              | Ichirō Kiyose                                | 1 tháng 2 năm 1960                           | 24 tháng 10 năm 1960                         | Giải tán                                     | LDP                                                                                      |
| 29                                           | 50                                           | 7 tháng 12 năm 1960                          | Ichirō Kiyose                                | 23 tháng 10 năm 1963                         | Giải tán                                     | LDP                                          |                                                                                          |
| 30                                           | 51                                           |                                              | Naka Funada                                  | 7 tháng 12 năm 1963                          | 20 tháng 12 năm 1965                         | Từ chức                                      | LDP                                                                                      |
| 30                                           | 52                                           |                                              | Yamaguchi Kikuichirō                         | 20 tháng 12 năm 1965                         | 3 tháng 12 năm 1966                          | Từ chức                                      | LDP                                                                                      |
| 30                                           | 53                                           |                                              | Kentarō Ayabe                                | 3 tháng 12 năm 1966                          | 27 tháng 12 năm 1966                         | Giải tán                                     | LDP                                                                                      |
| 31                                           | 54                                           |                                              | Mitsujirō Ishii                              | 15 tháng 2 năm 1967                          | 16 tháng 7 năm 1969                          | Từ chức                                      | LDP                                                                                      |
| 31                                           | 55                                           |                                              | Takechiyo Matsuda                            | 3 tháng 12 năm 1969                          | 27 tháng 12 năm 1969                         | Giải tán                                     | LDP                                                                                      |
| 32                                           | 56                                           |                                              | Naka Funada                                  | 14 tháng 1 năm 1970                          | 13 tháng 11 năm 1972                         | Giải tán                                     | LDP                                                                                      |
| 33                                           | 57                                           |                                              | Umekichi Nakamura                            | 22 tháng 12 năm 1972                         | 29 tháng 5 năm 1973                          | Từ chức                                      | LDP                                                                                      |
| 33                                           | 58                                           |                                              | Shigesaburō Maeo                             | 29 tháng 5 năm 1973                          | 9 tháng 12 năm 1976                          | Hết nhiệm kỳ                                 | LDP                                                                                      |
| 34                                           | 59                                           |                                              | Shigeru Hori                                 | 24 tháng 12 năm 1976                         | 1 tháng 2 năm 1979                           | Từ chức                                      | LDP                                                                                      |
| 34                                           | 60                                           |                                              | Hirokichi Nadao                              | 1 tháng 2 năm 1979                           | 7 tháng 9 năm 1979                           | Giải tán                                     | LDP                                                                                      |
| 35                                           | 61                                           | 30 tháng 10 năm 1979                         | Hirokichi Nadao                              | 19 tháng 5 năm 1980                          | Giải tán                                     | LDP                                          |                                                                                          |
| 36                                           | 62                                           |                                              | Hajime Fukuda                                | 17 tháng 7 năm 1980                          | 28 tháng 11 năm 1983                         | Giải tán                                     | LDP                                                                                      |
| 37                                           | 63                                           |                                              | Kenji Fukunaga                               | 26 tháng 12 năm 1983                         | 24 tháng 1 năm 1985                          | Từ chức                                      | LDP                                                                                      |
| 37                                           | 64                                           |                                              | Michita Sakata                               | 24 tháng 1 năm 1985                          | 2 tháng 6 năm 1986                           | Giải tán                                     | LDP                                                                                      |
| 38                                           | 65                                           |                                              | Kenzaburō Hara                               | 22 tháng 7 năm 1986                          | 2 tháng 6 năm 1989                           | Từ chức                                      | LDP                                                                                      |
| 38                                           | 66                                           |                                              | Hajime Tamura                                | 2 tháng 6 năm 1989                           | 24 tháng 1 năm 1990                          | Giải tán                                     | LDP                                                                                      |
| 39                                           | 67                                           |                                              | Yoshio Sakurauchi                            | 27 tháng 2 năm 1990                          | 18 tháng 6 năm 1993                          | Giải tán                                     | LDP                                                                                      |
| 40                                           | 68                                           |                                              | Takako Doi                                   | 6 tháng 8 năm 1993                           | 27 tháng 9 năm 1996                          | Giải tán                                     | JSP                                                                                      |
| 41                                           | 69                                           |                                              | Sōichirō Itō                                 | 7 tháng 11 năm 1996                          | 2 tháng 6 năm 2000                           | Giải tán                                     | LDP                                                                                      |
| 42                                           | 70                                           |                                              | Tamisuke Watanuki                            | 4 tháng 7 năm 2000                           | 10 tháng 10 năm 2003                         | Giải tán                                     | LDP                                                                                      |
| 43                                           | 71                                           |                                              | Kōno Yōhei                                   | 19 tháng 11 năm 2003                         | 8 tháng 8 năm 2005                           | Giải tán                                     | LDP                                                                                      |
| 44                                           | 72                                           | 21 tháng 9 năm 2005                          | Kōno Yōhei                                   | 21 tháng 7 năm 2009                          | Giải tán                                     | LDP                                          |                                                                                          |
| 45                                           | 73                                           |                                              | Yokomichi Takahiro                           | 16 tháng 9 năm 2009                          | 16 tháng 11 năm 2012                         | Giải tán                                     | DPJ                                                                                      |
| 46                                           | 74                                           |                                              | Ibuki Bunmei                                 | 26 tháng 12 năm 2012                         | 21 tháng 11 năm 2014                         | Giải tán                                     | LDP                                                                                      |
| 47                                           | 75                                           |                                              | Machimura Nobutaka                           | 24 tháng 12 năm 2014                         | 21 tháng 4 năm 2015                          | Từ chức                                      | LDP                                                                                      |
| 47                                           | 76                                           |                                              | Ōshima Tadamori                              | 21 tháng 4 năm 2015                          | 28 tháng 9 năm 2017                          | Giải tán                                     | LDP                                                                                      |
| 48                                           | 77                                           | 1 tháng 11 năm 2017                          | Ōshima Tadamori                              | 14 tháng 10 năm 2021                         | Giải tán                                     | LDP                                          |                                                                                          |
| 49                                           | 78                                           |                                              | Hosoda Hiroyuki                              | 10 tháng 11 năm 2021                         | 20 tháng 10 năm 2023                         | Từ chức                                      | LDP                                                                                      |
| 49                                           | 79                                           |                                              | Nukaga Fukushirō                             | 20 tháng 10 năm 2023                         | 9 tháng 10 năm 2024                          | Giải tán                                     | LDP                                                                                      |
| 50                                           | 80                                           | 11 tháng 11 năm 2024                         | Nukaga Fukushirō                             | đương nhiệm                                  |                                              | LDP                                          |                                                                                          |

## Phó Nghị trưởng (Nghị phó)
| #                  | Tên                   | Đảng                                        | Bắt đầu              | Kết thúc                        |
| Đế quốc Nhật Bản   | Đế quốc Nhật Bản      | Đế quốc Nhật Bản                            | Đế quốc Nhật Bản     | Đế quốc Nhật Bản                |
| ------------------ | --------------------- | ------------------------------------------- | -------------------- | ------------------------------- |
| 1                  | Mamichi Tsuda         | Taiseikai                                   | 26 tháng 11 năm 1890 | 25 tháng 12 năm 1891            |
| 2                  | Arasuke Sone          |                                             | 3 tháng 5 năm 1892   | 31 tháng 8 năm 1893             |
| 3                  | Masataka Kusumoto     |                                             | 26 tháng 11 năm 1893 | 15 tháng 12 năm 1893            |
| 4                  | Iiwane Abe            |                                             | 18 tháng 12 năm 1893 | 30 tháng 12 năm 1893            |
| 5                  | Kenkichi Katoka       |                                             | 12 tháng 5 năm 1894  | 2 tháng 6 năm 1894              |
| 6                  | Saburō Shimada        |                                             | 15 tháng 10 năm 1894 | 25 tháng 12 năm 1897            |
| 7                  | Hajime Motoda         |                                             | 15 tháng 5 năm 1898  | 10 tháng 6 năm 1898             |
| 8                  | Hajime Motoda         |                                             | 9 tháng 11 năm 1898  | 7 tháng 12 năm 1902             |
| 9                  | Hajime Motoda         |                                             | 7 tháng 12 năm 1902  | 28 tháng 12 năm 1902            |
| 10                 | Teiichi Sugita        |                                             | 9 tháng 5 năm 1903   | 11 tháng 12 năm 1903            |
| 11                 | Katsundo Minoura      |                                             | 18 tháng 3 năm 1904  | 23 tháng 12 năm 1908            |
| 12                 | Ryū Koizuka           | Const. People's Party Rikken Kokumintō      | 23 tháng 12 năm 1908 | 21 tháng 8 năm 1912             |
| 13                 | Naohiko Seki          | Const. People's Party                       | 21 tháng 8 năm 1912  | 25 tháng 12 năm 1914            |
| 14                 | Takuzō Hanai          | Impartial Ass. or "Upright Party" Chūseikai | 17 tháng 5 năm 1915  | 26 tháng 12 năm 1915            |
| 15                 | Seiji Hayami          | Chūseikai → Kenseikai                       | 26 tháng 12 năm 1915 | 15 tháng 1 năm 1917             |
| 16                 | Kunimatsu Hamada      | Const. People's Party                       | 21 tháng 6 năm 1917  | 26 tháng 2 năm 1920             |
| 17                 | Gizō Kasuya           | Seiyūkai                                    | 29 tháng 6 năm 1920  | 17 tháng 2 năm 1923             |
| 18                 | Genji Matsuda         | Seiyūkai                                    | 17 tháng 2 năm 1923  | ngày 31 tháng 1 năm 1924        |
| 19                 | Matajirō Koizumi      | Kenseikai → Ind.                            | 26 tháng 6 năm 1924  | ngày 25 tháng 3 năm 1927        |
| 20                 | Gohē Matsuura         | Seiyūkai                                    | 26 tháng 3 năm 1927  | 21 tháng 11 năm 1928            |
| 21                 | Ichirō Kiyose         | Kakushintō                                  | 20 tháng 4 năm 1928  | 21 tháng 11 năm 1930            |
| 22                 | Shōju Koyama          | Minseitō                                    | 21 tháng 4 năm 1930  | 22 tháng 12 năm 1931            |
| 23                 | Giichi Masuda         | Independent                                 | 23 tháng 12 năm 1931 | 21 tháng 11 năm 1932            |
| 24                 | Etsujirō Uehara       | Seiyūkai                                    | 18 tháng 3 năm 1932  | 21 tháng 11 năm 1936            |
| 25                 | Tadahiko Okada        | Seiyūkai                                    | 1 tháng 5 năm 1936   | 21 tháng 3 năm 1937             |
| 26                 | Tsuneo Kanemitsu      | Seiyūkai                                    | 23 tháng 7 năm 1937  | 31 tháng 8 năm 1939             |
| 27                 | Kazutami Tago         | Seiyūkai → Yokusan Giin Dōmei               | 23 tháng 12 năm 1939 | 22 tháng 12 năm 1941            |
| 28                 | Sakusaburō Uchigasaki | Yokusan Giin Dōmei                          | 24 tháng 12 năm 1941 | 25 tháng 5 năm 1942             |
| 29                 | Sakusaburō Uchigasaki | Yokusan Seijikai                            | 25 tháng 5 năm 1942  | 7 tháng 6 năm 1945              |
| 30                 | Eikichi Katsuta       | Dainihon Seijikai → JPP                     | 8 tháng 6 năm 1945   | 18 tháng 12 năm 1945            |
| 31                 | Kozaemon Kimura       | JPP                                         | 22 tháng 5 năm 1946  | 15 tháng 2 năm 1947             |
| 32                 | Tomoharu Inoue        | JPP                                         | 21 tháng 2 năm 1947  | 31 tháng 3 năm 1947             |
| Chính phủ Nhật Bản |                       |                                             |                      |                                 |
| 33                 | Man'itsu Tanaka       | DP                                          | 21 tháng 5 năm 1947  | 23 tháng 12 năm 1948            |
| 34                 | Nobuyuki Iwamoto      | Đảng Tự do Dân chủ                          | 11 tháng 2 năm 1949  | 28 tháng 8 năm 1952             |
| 35                 | Nobuyuki Iwamoto      | LP                                          | 24 tháng 10 năm 1952 | 14 tháng 3 năm 1953             |
| 36                 | Hyō Hara              | JSP (cánh trái)                             | 18 tháng 5 năm 1953  | 15 tháng 12 năm 1954            |
| 37                 | Masamichi Takatsu     | JSP (cánh trái)                             | 11 tháng 12 năm 1954 | 24 tháng 1 năm 1955             |
| 38                 | Motojirō Sugiyama     | JSP (cánh phải) → JSP                       | 18 tháng 3 năm 1955  | 25 tháng 5 năm 1958             |
| 39                 | Saburō Shiikuma       | LDP                                         | 11 tháng 6 năm 1958  | 13 tháng 12 năm 1958            |
| 40                 | Kiyoshi Masaki        | JSP                                         | 13 tháng 12 năm 1958 | 30 tháng 1 năm 1960             |
| 41                 | Kōichi Nakamura       | JSP                                         | 30 tháng 1 năm 1960  | 24 tháng 10 năm 1960            |
| 42                 | Tsurumatsu Kubota     | JSP                                         | 7 tháng 12 năm 1960  | 8 tháng 6 năm 1961              |
| 43                 | Kenzaburō Hara        | LDP                                         | 8 tháng 6 năm 1961   | 23 tháng 10 năm 1963            |
| 44                 | Isaji Tanaka          | LDP                                         | 7 tháng 12 năm 1963  | 20 tháng 12 năm 1965            |
| 45                 | Sunao Sonoda          | LDP                                         | 20 tháng 12 năm 1965 | 27 tháng 12 năm 1966            |
| 46                 | Sunao Sonoda          | LDP                                         | 15 tháng 2 năm 1967  | 25 tháng 11 năm 1967            |
| 47                 | Hisao Kodaira         | LDP                                         | 4 tháng 12 năm 1967  | 16 tháng 7 năm 1969             |
| 48                 | Sensuke Fujieda       | LDP                                         | 16 tháng 7 năm 1969  | 2 tháng 12 năm 1969             |
| 49                 | Seijūrō Arafune       | LDP                                         | 14 tháng 1 năm 1970  | 29 tháng 1 năm 1972             |
| 50                 | Shirō Hasegawa        | LDP                                         | 29 tháng 1 năm 1972  | 13 tháng 11 năm 1972            |
| 51                 | Daisuke Akita         | LDP                                         | 22 tháng 12 năm 1972 | 9 tháng 12 năm 1976             |
| 52                 | Shōichi Mitake        | JSP                                         | 24 tháng 12 năm 1976 | 7 tháng 9 năm 1979              |
| 53                 | Haruo Okada           | JSP                                         | 30 tháng 10 năm 1979 | 19 tháng 5 năm 1980             |
| 54                 | Haruo Okada           | JSP                                         | 17 tháng 7 năm 1980  | 28 tháng 11 năm 1983            |
| 55                 | Seiichi Katsumata     | JSP                                         | 26 tháng 12 năm 1983 | 2 tháng 6 năm 1986              |
| 56                 | Shinnen Tagaya        | JSP                                         | 22 tháng 7 năm 1986  | 2 tháng 6 năm 1989              |
| 57                 | Yoshinori Yasui       | JSP                                         | 2 tháng 6 năm 1989   | 24 tháng 1 năm 1990             |
| 58                 | Kiichi Murayama       | JSP                                         | 27 tháng 2 năm 1990  | 18 tháng 6 năm 1993             |
| 59                 | Hyōsuke Kujiraoka     | LDP                                         | 6 tháng 8 năm 1993   | 27 tháng 9 năm 1996             |
| 60                 | Kōzō Watanabe         | NFP                                         | 7 tháng 11 năm 1996  | 2 tháng 6 năm 2000              |
| 61                 | Kōzō Watanabe         | INDMushozoku no Kai ("Ass. của Độc lập")    | 4 tháng 7 năm 2000   | 10 tháng 10 năm 2003            |
| 62                 | Kansei Nakano         | DPJ                                         | 19 tháng 11 năm 2003 | 8 tháng 8 năm 2005              |
| 63                 | Takahiro Yokomichi    | DPJ                                         | 21 tháng 9 năm 2005  | 21 tháng 7 năm 2009             |
| 64                 | Seishirō Etō          | LDP                                         | 16 tháng 9 năm 2009  | 16 tháng 11 năm 2012            |
| 65                 | Hirotaka Akamatsu     | DPJ                                         | 26 tháng 12 năm 2012 | 21 tháng 11 năm 2014            |
| 66                 | Tatsuo Kawabata       | DPJ                                         | 24 tháng 12 năm 2014 | 28 tháng 9 năm 2017 (giải tán)  |
| 67                 | Hirotaka Akamatsu     | CDP                                         | 1 tháng 11 năm 2017  | 14 tháng 10 năm 2021 (giải tán) |
| 68                 | Kaieda Banri          | CDP                                         | 10 tháng 11 năm 2021 | 9 tháng 10 năm 2024 (giải tán)  |
| 69                 | Genba Kōichirō        | CDP                                         | 11 tháng 11 năm 2024 |                                 |